# العلاقات الجنوب إفريقية الليبيرية
العلاقات الجنوب أفريقية الليبيرية هي العلاقات الثنائية التي تجمع بين جنوب أفريقيا وليبيريا.

## مقارنة بين البلدين
هذه مقارنة عامة ومرجعية للدولتين:
| وجه المقارنة                                              | جنوب أفريقيا | ليبيريا      |
| --------------------------------------------------------- | --- | ------------ |
| المساحة (كم2)                                             | 1.22 مليون | 111.37 ألف   |
| عدد السكان (نسمة)                                         | 57.73 مليون | 4.73 مليون   |
| الكثافة السكانية (ن./كم²)                                 | 47.32 | 42.47        |
| العاصمة                                                   | بريتوريا، بلومفونتين، كيب تاون | مونروفيا     |
| اللغة الرسمية                                             | لغة إنجليزية، اللغة الأفريقانية، اللغة النديبلي الجنوبية، اللغة السوثو الشمالية، اللغة السوتية، لغة سوازي، اللغة التسونجا، اللغة التسوانية، اللغة الفيندية، اللغة الكوسية، اللغة الزولوية | لغة إنجليزية |
| العملة                                                    | راند جنوب أفريقي | دولار ليبيري |
| الناتج المحلي الإجمالي (بليون دولار)                      | 349.42 مليار | 2.16 مليار   |
| الناتج المحلي الإجمالي (تعادل القوة الشرائية) بليون دولار | 725.91 مليار | 3.76 مليار   |
| الناتج المحلي الإجمالي الاسمي للفرد دولار أمريكي          | 5.72 ألف | 455          |
| الناتج المحلي الإجمالي للفرد دولار أمريكي                 | 13.05 ألف | 842          |
| مؤشر التنمية البشرية                                      | 0.666 | 0.430        |
| رمز المكالمات الدولي                                      | +27 | +231         |
| رمز الإنترنت                                              | .za | .lr          |
| المنطقة الزمنية                                           | ت ع م+02:00، أفريقيا/جوهانسبرغ ‏ | 00           |

## منظمات دولية مشتركة
يشترك البلدان في عضوية مجموعة من المنظمات الدولية، منها:
| علم المنظمة | اسم المنظمة                                 | تاريخ انضمام جنوب أفريقيا | تاريخ انضمام ليبيريا |
| ----------- | ------------------------------------------- | ------------------------- | -------------------- |
|             | مؤسسة التنمية الدولية                       | 12 أكتوبر 1960            | 28 مارس 1962         |
|             | البنك الإفريقي للتنمية                      | ?                         | ?                    |
|             | مؤسسة التمويل الدولية                       | 3 أبريل 1957              | 28 مارس 1962         |
|             | منظمة حظر الأسلحة الكيميائية                | ?                         | ?                    |
|             | الأمم المتحدة                               | 7 نوفمبر 1945             | 2 نوفمبر 1945        |
|             | الاتحاد الدولي للاتصالات                    | 1910                      | 10 أكتوبر 1927       |
|             | منظمة الشرطة الجنائية الدولية               | ?                         | ?                    |
|             | البنك الدولي للإنشاء والتعمير               | 27 ديسمبر 1945            | 28 مارس 1962         |
|             | الاتحاد البريدي العالمي                     | ?                         | ?                    |
|             | مجموعة دول أفريقيا والكاريبي والمحيط الهادئ | ?                         | ?                    |
|             | وكالة ضمان الاستثمار متعدد الأطراف          | 10 مارس 1994              | 12 أبريل 2007        |
|             | الاتحاد الأفريقي                            | 6 يونيو 1994              | ?                    |
|             | يونسكو                                      | 4 نوفمبر 1946             | 6 مارس 1947          |

## وصلات خارجية
- موقع وزارة الخارجية الجنوب أفريقية
- موقع وزارة الخارجية الليبيرية